# Grisolles (Tarn-et-Garonne)
Grisolles é uma comuna francesa na região administrativa da Occitânia, no departamento de Tarn-et-Garonne. Estende-se por uma área de 17.6 km², e possui 4.152 habitantes, segundo o censo de 2018, com uma densidade de 240 hab/km².